# Paşalı, Çatalzeytin
Paşalı là một xã thuộc huyện Çatalzeytin, tỉnh Kastamonu, Thổ Nhĩ Kỳ. Dân số thời điểm năm 2008 là 405 người.